# کهنه‌واش بیابانی
کهنه واش بیابانی (نام علمی: Ambrosia ambrosioides) نام یک گونه از سرده کهنه‌واش است. پراکندگی این از شمال مکزیک، باخا کالیفرنیا، باخا کالیفرنیا سور، ایالت چی واوا، دورانگو، ایالت سونورا، آریزونا، می‌باشد. ارتفاع این درختچه ۱–۲متراست.